# Keffenach
Keffenach é uma comuna francesa na região administrativa de Grande Leste, no departamento Baixo Reno. Estende-se por uma área de 2,4 km². Em 2010 a comuna tinha 204 habitantes (densidade: 85 hab./km²).